# (42981) Jenniskens
(42981) Jenniskens est un astéroïde de la ceinture principale.

## Description
(42981) Jenniskens est un astéroïde de la ceinture principale. Il fut découvert le 2 octobre 1999 à l'observatoire d'Ondřejov par l'observatoire d'Ondřejov. Il présente une orbite caractérisée par un demi-grand axe de 2,54 UA, une excentricité de 0,14 et une inclinaison de 5,9° par rapport à l'écliptique.

## Compléments